# ウチの娘は、彼氏が出来ない!!
『ウチの娘は、彼氏が出来ない!!』（ウチのむすめは、かれしができない）は、2021年1月13日から3月17日まで日本テレビ系「水曜ドラマ」で放送された、北川悦吏子・脚本によるテレビドラマ。主演は菅野美穂。

## あらすじ
売れっ子恋愛小説家でシングルマザーの水無瀬碧の悩みの種は、20歳の一人娘・空が筋金入りのオタクで、漫画やコスプレに夢中で彼氏ができないこと。一方、娘・空の悩みの種は、いい歳をして天然、暴走、世間知らずの三拍子が揃った母親・碧であった。
ある日、碧は初挑戦したミステリー小説『アンビリカルコード』が不人気のために散英社の文芸誌『ラファエロ』の編集長・小西から連載の打ち切りを言い渡される。映画化を想定し構想を練っていた碧は他誌での連載継続を模索して売り込みをするも芳しい返事がもらえず、当てにしていた印税収入が途絶えることになり、浪費癖もあって住んでいるタワーマンションのローン支払いの目途が立たず窮地に陥る。
そんな碧は新たに担当編集となった散英社の橘漱石から新作の恋愛小説の執筆を持ち掛けられるが、自身の恋愛体験を作品に反映させるタイプの作家である碧は長らく恋愛から遠ざかっていたことから、二の足を踏んでしまう。また、碧の窮地を空から聞かされ心配した老舗鯛焼き店「おだや」の幼馴染・ゴン（小田欣次）からは引越しを提案されるが、娘の空との思い出が詰まったタワーマンションを手放す気になれなかったところ、そんな親の思いを知らず見栄を張るためにタワーマンションに住んでいると思っていた空からまで南十条への引越しを提案されてしまう。これをきっかけに親子ゲンカに発展してしまい、空はマンションを飛び出すが、逃げ込んだ「おだや」で碧の真意をゴンから教えられると慌ててマンションに引き返し、オタクで腐女子の自分が恋をするのでそれをネタに小説を執筆することを提案し、引越しに心が傾きかけていた碧を思い留まらせようとする。一生恋愛と無縁だと思っていた空の恋愛宣言に碧は歓喜し、その提案を受け入れた小説の執筆に俄然やる気になるが、後日訪れた整体院・太葉堂で碧が一目惚れした年下の整体師・渉周一は、空が一目惚れした男性であった。
碧と空は親子で同じ男性に一目ぼれしたが、碧は40代であるにもかかわらず施術を受けた渉から「五十肩」と連呼されたことから、恋から冷めてしまう。一方空は渉と再会し、上野動物園に誕生したコツメカワウソの赤ちゃんを見に行くデートの約束をする。万端な準備をして初デートに臨んだ空であったが、渉がデートに付け鼻毛をつけてきたことで意識が逸れ、恋愛にも幻滅してしまう。その後、渉には忘れられない相手がいて、わざと嫌われるように鼻毛を付けてきたと聞いた空は、渉に仕切り直しのデートを申し込む。後日2人はデートするが、楽しさと緊張により空は腹痛を起こし、渉に太葉堂で介抱される。渉へのときめきで心が苦しいことを相談された同級生の入野光は、空に以前から依頼していた漫画の作画に集中するよう助言し、空は漫画の創作に打ち込む。漫画の登場人物の設定を決めていく中でO型の碧からAB型の自分が産まれないことを知った空は、自分が碧と本当の親子ではないのではないかという不安に襲われ、病院での血液検査を行うことにする。検査の結果、自分はAB型で、碧が自分の母親ではないと証明され動揺した空は光の元を訪ねる。アパートに2人きりはまずいと考えた光は空を自室に残し、自分は漫画喫茶に向かうが、「ひとりは嫌だ」と空が後を追ってきたことで漫画喫茶で一晩過ごす。その後、2人は漫画喫茶の帰り道にカプセルトイでビー玉を引きあて、空はそれをお守りにする。
自宅に帰った空は真実を言うよう碧に要求し、碧は「愛する男性から捨てられ、悲しみのあまり自殺に行った樹海で捨てられていた赤ちゃんの空と出会い、育てることを決めた」と話すが、空はへその緒を発見し、光は碧の小説『アンビリカルコード』によく似た場面が登場することに気づく。空が碧の関係者をタワーマンションに引き連れもう一度碧を問い詰めると、碧は「若いころ、舞台俳優の一ノ瀬風雅に恋をし一週間一緒に過ごしたが捨てられ、彼の家を突き止め向かうと女性がいた。名前を星野鈴といい、彼女は風雅の子を妊娠していた。鈴は病気で体が弱く、お腹の子が産まれた後自分が死んだ時の心配をしており、自分はそんな鈴を放っておけず、鈴が亡くなればその子供を育てることを引き受けた」と真実を告白する。話を聞いた空は号泣し、産みの親の鈴を勝手な女だと言ったことから、怒った碧に頬をぶたれる。「おだや」に連れて行かれた空は自分が碧を愛していること、碧の実の娘が良かったと泣き叫んだ。
光や友達のサリー（伊藤沙織）のおかげで落ち着いた空は碧に育ててくれたことの感謝を伝える。2人は鈴の墓参りに行き、空は育ての母と産みの母、2人の母を捨てた風雅に会って殴りたいと言い出す。渉の目撃情報から風雅の居場所を突き止めた2人は逢瀬島に渡り、一ノ瀬と対面するが、一ノ瀬は碧のことを忘れていた。初めこそ怒りや戸惑いを持って風雅に接していた空だったが、わだかまりをなくし2人はだんだんと仲良くなったことから碧はそんな2人にやきもきする。逢瀬島で一泊することになり、宿泊した一ノ瀬の自宅で碧が目覚めると、空が風雅と旅に出る旨の置き手紙があり、二人の姿がなかったことから碧は一ノ瀬に空を取られたとショックを受ける。
空は一ノ瀬と沖縄を旅行し、数日後にはすずらん商店街に帰ってくる。一ノ瀬も空とともにすずらん商店街を訪れ、商店街のおもちゃ屋の二階の空き部屋を間借りし、しばらく滞在することを知った碧は複雑な気持ちになる。空は一ノ瀬を父ちゃんと呼んでしまいパニックになるが、事の顛末を聞いた光は風雅が空の存在を知っていたと推理。実際に一ノ瀬は鈴からの手紙で空の存在を認識しており、さらには一ノ瀬は碧のことを実は今でも覚えており、沖縄にセレブホテルを流木で装飾する仕事を得たことから、碧は一ノ瀬から「一緒に沖縄に来ないか」とプロポーズを受ける。その話を聞いた漱石はニューヨーク散英社に栄転が決まっていたため、「ニューヨークに来ないか」と碧にプロポーズをする。碧は二人の男性から同時期にプロポーズを受けるモテ期到来に迷うが、自分は恋に走る女ではないと自覚し、小説家としての自信を取り戻すことを助けてくれたことには感謝するが、ニューヨークに一緒に行けないと漱石に別れを告げる。また、空から一ノ瀬の挑発にゴンが「あいつらは 俺が守る!碧と空は俺のもんだ!」と一ノ瀬を攻めた話を聞かされ、さらに空からの問いかけで幼いころからゴンが自分のことを見守ってくれた掛け替えのない男性であったことに気付いたことから一ノ瀬の申し出も断る。同じころ、空は自分ではなく光のことを向いていると悟った渉から別れを切り出され交際を解消し、光との漫画『君のいる世界』を完成させ、週刊少年ジャンプの新人賞に応募する。
一ノ瀬が沖縄に旅立つ当日、碧は空と風雅との3人で記念写真を撮影し一ノ瀬を送り出し、その数日後、光との合作漫画『君のいる世界』はジャンプの新人賞で努力賞を受賞し、空は光から遠回しながら本当は恋人がいないことをアピールされ、交際を申し込まれる。自宅のタワーマンションには風雅との3人の写真が飾られ、碧は空と仲良くすずらん商店街を走る。そんな2人を象印のマークが見守っていた。

## キャスト

### 水無瀬家
水無瀬碧（みなせ あおい）〈44〉
演 - 菅野美穂（幼少期：稲垣来泉）
本作品の主人公。1974年12月22日生まれ。アラフォー。売れっ子の恋愛小説家でシングルマザー。早稲田大学出身。血液型はO型。母の名は藍子。
実家は長年すずらん商店街で写真館を経営していたが地上げにあった際にあっさりと土地を売却し、その際に手にした資金で両親はスイスに移住してしまい、ひとり日本に取り残された20代の駆け出し作家の時に『空の匂いをかぐ』という小説をヒットさせ、成功の象徴としてタワーマンション「エンゼルフォレストタワー」に移り住んでいる。
整体師の渉に一目惚れして「40代の女性と整体師の恋」というプロットの恋愛小説を執筆することを漱石に連絡するが、渉から40代であるのにもかかわらず「五十肩」と連呼されたことで恋から冷めてしまい、後に空の一目惚れの相手が渉であることを知って、先の小説案は没にする。渉とのデートが決まった空からデートでどうすればいいか相談を持ち掛けられ、63項目からなる「男を落とすリスト」を伝授する。
恋愛小説の創作のためにと漱石からボブ・ディランのコンサートのペアチケットを提供され、ゴンとコンサートを楽しんだ帰路に廃校で取り壊しとなる出身校のすずらん小学校を訪れ、小学校時代にゴンに優しくしてもらった思い出からゴンが好きだった気持ちが蘇り、お見合いを断るようにと遠回しに告白するが、ゴンからは見合いを進めるように話をつけてもらっているからと振られてしまう。
著作の『私を忘れないでくれ』が映画化されることになるが、小西から新刊の発表の場を取り上げられることをチラつかされ、原作を改変し、オリジナルを台無しにした脚本で強引に映画化を進めようとされたことに憤慨するが、関係者に抗議して碧の名前に傷がついてはいけないと担当編集の漱石が尽力して原作通りの筋書きで映画化される運びとなり漱石を信頼し、その漱石から好きな作家である碧の担当になりたくて散英社に入社したと告白されたことで彼を愛おしく感じ、抱擁を交わす。後日、小西は原作改変で映画化を進めようとしていたことを「たつや」の羊羹を持参し謝罪するが、新作の恋愛小説を要求されている状況に変わりはなくプロットが全く浮かばず創作に苦しむが、ふと頭に浮かんだ母と娘の物語を2時間ほどで書き上げ、恋愛小説ではなかったが漱石が興味を持ち、企画会議にかけたところ小西が推したこともあり『真夏の空は、夢』の執筆を進めることが決定する。
小説の企画を通してくれたお礼の電話中に、漱石が息を荒げたことから事故に遭遇したと思い、担当編集としてではなく愛する人がいなくなるのではないかという想いが巡ったことから、病院で漱石の無事を確認した際、彼に抱きつきキスをしようとするが、担当編集としての一線を超えるべきでないと考えている漱石からはキスを拒まれて、少し傷つくが、今は恋愛に関しては曖昧なままにして、新作の『真夏の空は、夢』の執筆に注力すべきだと助言される。
渉の目撃情報をもとに一ノ瀬に会う空に同行し、逢瀬島に出かけ20年ぶりに一ノ瀬と再会するが、自分や鈴のことを覚えておらず、ショックを受ける。空に対して自然に接し、いつの間にか仲良くなる空と一ノ瀬を見て、空を一ノ瀬に取られたような気持になり嫉妬するが、一ノ瀬の家に宿泊した翌朝、一ノ瀬と一緒に旅に出ると空から置手紙を残され逢瀬島に取り残される。
数日後、空と共にすずらん商店街に一ノ瀬が現れ、二人は沖縄旅行をしていたことが判明し、一ノ瀬が拠点として手に入れたすずらん商店街のおもちゃ屋の二階に招き入れられ二人で酒を酌み交わすことになるが、その際一ノ瀬は鈴や碧のことを本当は覚えていたことを告白されたことから、病気を抱えた鈴がひとりで空を産もうとしていたことがどれほど心細かったかを訴え、鈴の代わりとして一ノ瀬の頬をビンタするが、贖罪のため鈴の墓参りをしたいと一ノ瀬から申し出され、一ノ瀬と空との3人で鈴の墓前に赴き祈りをささげたことで一ノ瀬とのわだかまりを解消する。
漱石がニューヨークに転勤することとなり彼からついてきて欲しいと申し込れるが、作家としての自信を取り戻す助けをしてくれたことに感謝するがその申し出を断る。また沖縄でセレブホテルの内装の仕事に就く一ノ瀬からも沖縄についてきて欲しいと申し込まれるが、一ノ瀬が碧は自分と一緒に沖縄に来るだろうとゴンを挑発した際、「あいつらは俺が守る!碧と空は俺のもんだ!」とゴンが言い放ったのを空から教えられ、これまでいばらの道を歩く自分に誰が寄り添っていてくれたかを空から問われ、ゴンの顔が浮かんだことから、自分の大切な人はゴンであることに気付いたため、一ノ瀬の申し出を断り、ゴンの傍にいることを心に決める。
水無瀬空（みなせ そら）〈20〉
演 - 浜辺美波（幼少期：沼田明莉）
碧の一人娘。筋金入りの漫画・アニメ好きのオタク。立青学院大学の学生。血液型はAB型。驚いたときに発する口癖は「ウソ ウソ ウソ ウソ コツメカワウソ」。
幼いころに象印のマークを見ると泣き止んだことから、父のいない空の守護神であると碧に言い聞かせられたこともあり、スマホの待ち受け画面にするほど思い入れが強い。
高級ブランドの洋服を買い漁り、高級焼肉店で飲食する「かーちゃん」と呼ぶ碧の浪費癖を家計簿をつけ注意するしっかり者。しかし、大学の同じゼミの男子学生たちからは陰キャラのオタク、腐女子とみなされており自身も自認している。
漫画の趣味はノーマル、BL、ユリと多岐にわたり、コミケでは漫画のキャラクターのコスプレを楽しんでいる。イラストを描くことも好み、画力が高いことからそのことを知った光に漫画の作画を依頼されることになる。後日偶然バイト先の「おだや」を訪れた光からカプセルトイと共にビー玉をプレゼントされビー玉を気に入るが、不注意で小学校の排水溝に落として紛失してしまい、律義にそのことを光に謝罪する。
母のかつてのご近所さんであった鯛焼き店「おだや」でアルバイトをしており、デリバリーを任され、デリバリーの帰り道に公園で転倒した際に助けてくれた整体師の渉に一目惚れする。後日、「はなカフェ」で渉と再会し彼から誘われて上野動物園に人生初のデートに行くことになるが、渉の右の鼻の穴から伸びていた鼻毛が気になり、デートに集中できず、理想の恋と違っていたため幻滅してしまう。しかし後に渉が「忘れられない人」がいるため「付け鼻毛」を付けてデートに現れわざと嫌われるように仕向けたことを知り、その事情を承知したうえで本当のデートがしたいと申し込み、受け入れられる。
渉との仕切り直しのデートで、母から教わった「男を落とすリスト」を使おうとするが上手くいかず、どうしてよいか分からないため光にたびたび携帯電話で相談しつつデートを満喫するが、楽しさと緊張が交互に駆け巡りお腹が痛くなってしまう。そんな空を渉は太葉堂に連れて行き施術で介抱してくれ、デート経験が少ないながら自分を大切に扱ってくれる渉のやさしさにも触れ、次のデートの約束を取り付け楽しみにしているが、渉が整体院の仕事が忙しくなってしまい2週間会えなくなってしまう。渉に会えない間、ときめいて気持ちが苦しいため、光から気持ちを紛らわせるのに漫画の創作に打ち込むことを勧められる。渉との恋愛が充実していることから、漫画の創作にやる気を見せるようにもなり、売れっ子作家である母・碧の血を受け継ぎ、自分も創作能力の才能を引き継いでいるのではないかとジャンプに持ち込みをしようと光に言うまでになるが、漫画の設定を詰める際、光と同じくO型の碧からAB型の自分は生まれることはないことに気付く。不安となり碧の血液型を母子手帳で確認し、病院に行って血液型の確認をしたことで、血液型に思い違いや間違いではなく、碧が自分の母ではなく他人であった事実を知ってしまう。血液型を調べなければよかったと後悔して、ショックを受けたことから、血液検査に付き合ってくれた光から碧は空のことを愛していると励まされるが、取り乱し大泣きして光に抱きつき、彼からオレは直ぐに相談に乗ってやると励まされる。
碧が実母でないことを知り、渉とデートをしても心から楽しむことが出来ず、マンションに帰って碧と顔を合わせる気持ちになれないことから碧には友達の家に泊まると伝え、光を頼り彼のアパートに宿泊をお願いする。光は男女が二人きりになるのは良くないと考え、漫画喫茶に出かけるが、一人になるのが嫌で、光を追いかけ漫画喫茶に駆け付ける。「入野といると心が自由になる」と心情を吐露し、漫画喫茶で一夜を明かした帰り道、カプセルトイを購入し、1回でビー玉を引き当て、お守りにする。
渉の目撃情報を元に、産みの母・鈴、育ての母・碧を捨てた実父・一ノ瀬に鉄拳を食らわせようと逢瀬島に乗り込むが、自然に接してくる一ノ瀬に文句を言う雰囲気にはなれず、一ノ瀬に誘われるまま島でのキャンプの様の生活を楽しみすっかり親しくなってしまい、翌朝、碧に「一ノ瀬と一緒に旅に出る」と置手紙を残し一ノ瀬ととともに碧の前から姿を消し、沖縄旅行に出かける。
光の住む町で悪ガキたちに絡まれメガネが破損し、視界不良のために光に手を引かれ帰宅するが、その道すがら、大学生活でいつでも相談に乗ってくれる光と漫画の合作を通して掛け替えのない楽しい時間を共に過ごし、卒業してしまうともうこのような時間が過ごせなくなるのかとまじまじと感じたことで、光が自分にとって大切な存在であることに気付く。
その後、光との合作漫画『君のいる世界』が応募したジャンプの新人賞で努力賞に入選し、光と喜びを分かち合い、その時、これまで居ると言っていた心という名の恋人は本当は漫画の登場人物で、リアルな恋人はいないと遠回しに光から彼女になってもらいたい気持ちをアピールされている。

### 碧の彼氏候補
ゴンちゃん / 小田欣次（おだ ごんじ）
演 - 沢村一樹（幼少期：宮下柚百）
すずらん商店街の鯛焼き屋「おだや」の4代目。碧の幼馴染。
20代のころ「俺はこんな商店街で終わる男ではない」と長年放浪の旅に出ていたが、5年前に実家に戻り、先代の父・俊一郎と店を切り盛りしている。かつて海外放浪中にエトワールという名の10歳以上年下のパリジェンヌと結婚していたが、パティシエに取られてしまい離婚している。
幼いころ、書道教室で碧とケンカをして碧が誤って投げてしまったすずりでアゴを負傷し、その時の古傷が今でも残っている。
碧から商店街の豊田と神林から紹介されたお見合いを断るようにと遠回しに告白されるが、正直にお見合いを進めて欲しいと頼んでいるので無理だと言って碧をふった後、見合い話がご破算となり、碧を振ってしまったことを後悔する。
空が碧の実子でないことは承知しており、空が赤ん坊のころに「一緒に育ててやってもいいぞ?」とプロポーズのつもりで碧に告白したが、育児で疲弊していた碧は単なる応援の言葉としてしか捉えておらず、芳しい返事がもらえなかったことから海外に傷心の傷を癒すため放浪の旅に出たと碧にうそぶく。
鈴の墓参りを済ませ、わだかまりがなくなった一ノ瀬と碧、空の3人がまるで本当の家族のように仲良くしている様子をすずらん商店街で目撃し、一ノ瀬に嫉妬心を覚える。そんな中、一ノ瀬が「おだや」に食事に訪れ、ゴンに対して碧は自分のことが好きなので一緒に沖縄についてくるはずだと挑発されたことから激怒し一ノ瀬を殴り飛ばし、「捨てられた碧が自分の本当の娘ではない空を育てた気持ちを分かっていないだろう」と責め立てるが、「嫉妬ですか」となおも一ノ瀬が挑発を続けたため頭突きを浴びせ「町から出て行け」と言い放つ。それでもなお、一ノ瀬はゴンを挑発し続けたため漱石に止められるまで「あいつらは俺が守る!碧と空は俺のもんだ!」と叫びながら一ノ瀬を殴り続けた。しかし、この一ノ瀬の挑発行為はゴンに碧と一緒になるように自覚させるためのもので、空と沖縄旅行に行った際、「碧は幼馴染のゴンと一緒になるのが一番いい」と話を聞かされていたことに起因する行動であり、一ノ瀬の思惑通り、ゴンは碧が自分の大切な人と自覚するようになり、同じく空から自分の大切な人がゴンと気付かされた碧と互いのことを想い合う関係になる。
橘漱石（たちばな そうせき）
演 - 川上洋平（[Alexandros]）
散英社の碧担当の編集者。文芸誌『ラファエロ』編集部。
イケメンのため女流作家の担当に回されることが多く、クールな容姿に反し情熱をもって担当作家を献身的に支える。
漱石という名前は文学ファンの高校教師である父の命名で、兄の名前は鴎外。
かつて散英社の漫画雑誌『少年アップ』編集部でヒット作を生み出すことに貢献していたが、由辺譲という漫画家が海外小説を盗作し訴えられたため、由辺の名前に傷を付けるわけにはいかないと彼の罪を被り、文芸に異動となった過去を持つ。
碧の『私を忘れないでくれ』が映画化される際に、設定や結末の変更があまりにも酷く、作品性を台無しにする内容で碧が憤慨したことから、左遷覚悟で脚本の訂正に動き、主演の久遠悠人にオリジナルの改変は作品を殺すことだと訴え、映画用に自身の楽曲を勝手にアレンジされ作品を殺されたと感じていた悠人の心に刺さり、脚本家を入れ替え原作通りに練り直さないと映画の主演を降りるという約束を取りつけ、碧の信頼を得る。時を同じく、沙織が漱石と別れ、俊一郎と交際することを決めたため、同棲していた漱石の家に荷物を残したまま去られてしまうが、後日、「おだや」を訪れ酔いつぶれた時に沙織と再会し、幸せになって欲しいと彼女に思いを伝える。
沙織が家を去った後、風邪をこじらせ40度の熱で意識が朦朧とする中、車を走らせ病院に向かおうとするが、碧と携帯電話で通話中に霞ヶ丘の交差点で意識を失ってしまい、事情を聞いてタクシーで駆け付けた小西に病院に搬送してもらい事なきを得る。愛する人を失ってしまったのではないかと心配する碧が病院に駆けつけ無事を確認した際、彼に抱きつきキスをしようとしたが、担当編集としての一線を超えるべきではないと考えているため、キスを拒み、碧を少し傷つけてしまうが、碧に今は恋愛に関しては曖昧なままにして、新作の『真夏の空は、夢』の執筆に注力すべきだと助言する。
碧が新作小説『真夏の空は､夢』を書き上げ、小西が小説家として碧が盛り返し漱石が手離れできると判断したことから、もともと担当していた漫画編集の仕事をニューヨーク散英社へ海外転勤して頑張るように打診され、小西が碧の担当編集に就くことを宣言されたことから、碧に一緒にニューヨークについてきて欲しいと申し出るが断られ、碧からはオワコンと思っていた自分の担当編集になるために出版業界に就職したと涙してくれたことで小説家として今後も続けていく気持ちに成れたと感謝され、これからもずっと忘れないと別れを告げられた。
渉周一（わたる しゅういち）〈25〉
後述。

### 空の彼氏候補
入野光（いりの ひかる）
演 - 岡田健史
空と同じ立青学院大学に通う学生。熊本出身。多くの女性から交際を申し込まれるイケメン。血液型はA型。
家族は九大医学部教授の父、ラサールから九大医学部に進学した兄、ラサールに進学した弟を擁するエリート一家で、光が医学部に進学しなかったことを父は恥と捉え親族から光の進学先に触れられたくない様子を母が察し、法事で熊本に帰省するのを控えるようにと連絡されてしまい、劣等感を感じている。
地元の熊本で家庭教師をしてくれた未羽に好意を抱いており、大学進学で上京してから彼女の自宅を訪れるようになり彼氏になれたと思っていたが、資産家の男性と交際するので彼女からもう会わない方がいいと告げられる。後日、未羽から結婚式への出席を電話で案内されるが、空が渉に真っ直ぐに向き合って恋愛している様子に感化され、恋の駆け引きで心を惑わすようなことをする未羽と決別することを告げる。
大学デビューで人気者の陽キャラのブランディングに成功したが、実は隠れ二次元オタク。オタクであることを隠すためコミケにはわざわざ眼鏡とカツラとチェックのネルシャツと大量にポケットが付いたベストで変装して参加している。その一方でインターハイで400m全国7位に入賞するなど運動能力が高い。
秘かに少年ジャンプで自身がストーリーを手掛ける漫画作品の連載とアニメ化を目指しており、空の高い画力を知って漫画の作画を依頼し、後日空から漫画のイメージボードを渡され一緒に漫画を創作することになる。
空からプレゼントしたビー玉を紛失してしまった話を聞くと、もう一度プレゼントするためにビー玉が当たるまでカプセルトイを購入し続けて入手するが、空が渉に本気でデートを申し込む様子を目の当たりにして、空に渡すことなくビー玉を隅田川に投げ捨てる。渉との仕切り直しのデートで空からどうすればいいか分からないと相談の電話が度々かかってくるのでアドバイスするが、空が渉と仲良くなっていくことに複雑な気持ちになり、デートが気になって空に電話をかけるが、渉が電話に出たため、思わず電話を切ってしまう。
空が漫画の合作にやる気を出してくれ、これまで喫茶店でアイディア出しを重ねてきたが、実際に作品を仕上げる段階に進み、喫茶店での作業は厳しいと感じたことから、空のタワーマンションで創作することになる。そこで漫画の登場人物の血液型などのより細かい設定を詰めていきたいと空に話をしたところ、母の碧と空の血液型を聞かされ、打ち合わせ後自宅に帰って設定をまとめ上げようとした際、親子としてその血液型の組み合わせは成立しないことに気付く。自分なりに空と碧の血液型を確認しようと、水瀬家と家族ぐるみの付き合いがある「おだや」に赴き、ゴンに碧たちの血液型をそれとなく探りを入れる。その際に対応した俊一郎と意気投合し、自分は今、空に恋愛感情を抱いており、渉と空が交際していることもあるが、告白してフラれるのが嫌なので空には秘密にして、そんな気持ちが1ミリもないように接していると俊一郎に内情を吐露する。
空が病院で血液検査を行い、自分は碧の娘ではなく他人であったことを知りショックを受けた際は、碧は空のことを愛していると励まし、取り乱し大泣きして光に抱きつかれると、オレは直ぐに相談に乗ってやると空を励ます。その日の晩、碧と顔を合わせる気持ちになれない空が光を頼り彼のアパートを訪ねてきて宿泊をお願いされる。男女が二人きりになるのは良くないと考え、漫画喫茶に出かけるが、一人になるのが嫌だった空は光を追いかけ漫画喫茶に駆け付け「入野といると心が自由になる」と心情を吐露される。漫画喫茶で一夜を明かした帰り道、カプセルトイを購入し、1回でビー玉を引き当て、空にプレゼントし、空はそのビー玉をお守りにする。
実父の一ノ瀬に会うために逢瀬島に向かった空から電話がかかってきて、一ノ瀬のことや島でのキャンプのような生活を伝えられるが、内心ではそのことがうれしかったのにもかかわらず素直になれず、そういうことは恋人の渉に話すべきではないかとひねくれて答えてしまう。
空との合作漫画『君のいる世界』を完成させ、ジャンプの新人賞に持ち込みで応募すると、入選するよう神頼みをするのに空と神社を訪れ願掛けし、たとえ空の母の碧が沖縄に行こうがニューヨークに行こうが「自分は東京にいる」と空に宣言し、空と離れ離れになりたくないので、空には自分のいる東京に留まって欲しいという気持ちを遠回しに伝える。後日、応募した新人賞で『君のいる世界』が努力賞に入選し、空と二人で喜びを分かち合い、これまで居ると言っていた心という名の恋人は本当は漫画の登場人物で、リアルな恋人はいないと最後まで遠回しに空に彼女になって欲しい気持ちを伝えている。
渉周一（わたる しゅういち）〈25〉
演 - 東啓介
整体院・太葉堂のイケメン整体師。碧の小説を全て所有するほどの彼女の大ファン。190cmの長身で、歩くとやたらと物にぶつかる体質。
施術を行った際、碧のファンであることを告白したことが切っ掛けで碧に一目惚れされる。また、公園で転倒した空を助けてあげた際に空からも一目惚れされている。40代の碧に対し「五十肩」のケアを怠らないようにと言い続けたことで碧を恋から冷めさせてしまうが、「はなカフェ」で再会した空には積極的に話しかけ、上野動物園にコツメカワウソの赤ちゃんを観に行こうとデートに誘う。しかし、空を誘っておきながら、「忘れられない人」がいるため「付け鼻毛」を付けてデートに現れわざと嫌われるように仕向け、人生初デートの空を幻滅させる。それでも事情を承知したうえで空から本当のデートがしたいと申し込まれたため、その要望を受け入れ再度デートすることになる。
仕切り直しのデートでは、空を喜ばせようと意外とデート経験が少ないながらも気を遣って喜んでもらい、実質的な初デートの緊張からお腹が痛くなった空を太葉堂で施術を施し介抱し、空に優しく接する。
空が碧が実母でないことを知りショックを受けたことを自分ではなく光に相談していたことを聞いて嫉妬し、「おだや」で偶然出くわした光に宣戦布告するが、光からは恋愛は交際している者同士の問題で自分に文句を言われても意味不明だとかわされるが、その後、空の気持ちが自分ではなく光に向いていることを悟り、光との「なくしたくない関係」を守るようにと空に告げ、彼女のことを大切に思う気持ちから自ら身を引いた。
空との恋愛を終えしばらく傷心気味であったが、後日、初恋の相手と思わしき「くるみちゃん」という女性からパソコンに友達申請の連絡が届いている。

### おだや
すずらん商店街の老舗鯛焼き屋。タピオカブームに対抗するため新商品の「サンマ焼き」を開発している。
小田俊一郎（おだ しゅんいちろう）
演 - 中村雅俊（特別出演）
ゴンの父。「おだや」の3代目。かつてのご近所さんであった碧や彼女の娘の空とは家族同然の付き合い。
「おだや」で沙織がパニックを起こした際、優しく対応したことで若い沙織から興味を持たれ、交際を申し込まれ付き合うことになり、ゴンやケンタに紹介している。沙織が橘と別れるため同棲している橘の家を出ることになると、新しく住むアパートの資金を返済はいつでもいいと援助し、沙織が「おだや」でアルバイトを始めたことで距離を縮め、漱石のことを忘れられなくてもその思いごと連れてきていいと沙織に優しい言葉をかけたことで「見つけた 私の幸せ」と満面の笑みの沙織にハグされる。
「おだや」でゴンに碧の血液型を質問している光を見て、彼が碧と空の親子関係を調べていることを察し、それとなく探りを入れるため日本酒を奢り、その際、光と意気投合し、彼が空に片思い中でそのことを空には言いだせず秘密にしていることを教えられる。
ケンタ
演 - 中川大輔
「おだや」のアルバイト。仕事熱心なことから俊一郎やゴンから可愛がられており、「おだや」の跡継ぎ候補。

### 立青学院大学
ナオキ
演 - 大地伸永（第1話 - 第3話・第6話 - 第8話）
光の友人。三枚目でお調子者。
愛梨（あいり）
演 - 長見玲亜（第1話 - 第3話・第6話 - 第8話）
光の女友達。光に好意を抱いており、彼と親しくなっていく空を敵対視し、教室で光を探すそぶりをした空に苛立ち、空を罵り胸ぐらを掴んだため、空と取っ組み合いのケンカとなる。
「おだや」で偶然出くわした渉が光に対して空は自分の恋人だと宣戦布告した際には、空を光から引き離し渉に押し付けようと、渉の肩を持ち彼に加勢する。
田中（たなか）
演 - 和田崇太郎（第1話 - 第3話・第6話・第7話）
光と同じケインズゼミの友人。

### 散英社
小西（こにし）
演 - 有田哲平（第1話・第2話・第4話・第5話・第8話 - 最終話）
散英社の文芸誌『ラファエロ』の編集長。
碧を作家として見出した人物で碧との付き合いは長い。売れると見込んだ作家に作品を書かせるためにはどんなことでもやる人物。
水無瀬碧をもう一度世に知らしめるためという建前の下、新刊の発表の場を与えないことをチラつかせて脅し、原作者の碧に了承を得ず、主演の悠人からの主人公とヒロインの性別を入れ替える要望を受け入れ、原作を改変して強引に『私を忘れないでくれ』の映画化を勧めようとするが、漱石の尽力で原作通り映画化することとなり、「たつや」の羊羹を持参して碧に詫びる。
碧が書き上げた母と娘の物語『真夏の空は、夢』が企画会議にかかると、売れる小説と見込んで会議で推し、新刊として執筆することが決定する。
車で病院に移動中、40度の熱で霞ヶ丘の交差点で動けなくなってしまった漱石を碧から連絡を受け、タクシーで急行し病院まで搬送する。
碧の新作小説『真夏の空は､夢』の出来が良かったことから碧が小説家として盛り返したと確認し、漱石の支えがなくともやっていけるだろうと判断したことから漱石にもともと担当していた漫画編集の仕事をニューヨーク散英社へ海外転勤して頑張るように打診し、漱石の後任として自分が碧の担当編集に就任することを宣言している。
伊藤沙織（いとう さおり）〈23〉
演 - 福原遥
散英社の編集アルバイト。漱石の彼女。橘から「サリー」と呼ばれている。
青森出身で男を追いかけ上京したが逃げられてしまい、行き場を無くしたところを漱石に声をかけてもらい交際を始めている。
同棲する漱石と離れている間、彼が他の女性と親密になるのではないかと不安に襲われることから彼の近くで仕事ができる散英社でバイトを始め、さらにGPSを漱石に取り付け所在地を探るストーカー気質なところがあり、碧のタワーマンションに打ち合わせで長居したときは不安を募らせマンションまで駆けつけている。不安がピークに達すると過呼吸の症状が現れることから、そのような時は精神安定剤を服用して気持ちを落ち着かせている。交際相手に愛情を求める女性に育ったのは、愛情を感じたことがない毒親の母に育てられたことが原因だと自己分析している。
「おだや」でパニックを起こした際、優しく対応してくれた年配の俊一郎に興味を持つようになり、苦しくなってしまう漱石との恋は終わらせ、安らぎを感じさせる俊一郎と交際することを決意する。漱石と別れることを決めてからは散英社のバイトを退職し新しいバイトを見つけ、同棲している漱石の家に荷物を残したまま、俊一郎に資金を援助してもらい借家に移り住み、俊一郎を慕って「おだや」でアルバイトを始めて彼との距離を縮め、俊一郎から漱石のことを忘れられなくてもその思いごと連れてきていいと優しい言葉をかけられると、「見つけた 私の幸せ」と俊一郎に抱きつき、満面の笑みを浮かべる。
田山（たやま）
演 - 本坊元児（ソラシド）（第3話・第4話・第8話）
散英社の編集者。小西の腰巾着。

### その他
未羽（みわ）
演 - 吉谷彩子（第1話・第3話・第4話）
光の元家庭教師。光と同郷の熊本出身。現在は東京の一流企業に勤務しているが、仕事に疲弊してしまい結婚して楽になりたいと考えており、30歳を目前に複数の男性と交際し結婚相手を物色している。交際相手のひとりが資産家で都内にマンションを複数所有していることを知ると、彼を本命に絞り込み、光とはもう会わない方がいいと切り出し別れを告げる。
一ノ瀬風雅（いちのせ ふうが）
演 - 豊川悦司（友情出演）（第7話 - 最終話）
空の実父。元劇団員の役者で人気ドラマで主演をする売れっ子であったが、売れたことで役者の仕事が窮屈でつまらなくなってしまい役者を辞め、いろいろな仕事を転々とし現在は逢瀬島に移住し海の流木を加工したオブジェを売って生活している。若かりしころは浮き名を流し複数の女性と交際しており、碧や鈴は数ある交際女性のうちの1人であった。鈴との間に空を儲けるが、妊娠したことが分かる前に同棲していたアパートを出て行き鈴と音信不通となったことから、自分に子供がいることを知らなかった。
渉の目撃情報を頼りに空と碧が逢瀬島まで訪ねてきた際には、二人を自宅に招き入れ、空と自然に接し流木のオブジェ作りや夕食のおかずにする魚を釣るなどして交流を深め、産みの親・鈴や育ての親・碧を捨てたことの文句を言いに来たはずの空といつの間にか打ち解けあい、空を伴って二人で沖縄を旅行する。
沖縄旅行を終えると空とすずらん商店街に現れ、そのコミュニケーション能力を活かしてオモチャ屋の二階の空き部屋を拠点としてゲットし、商店街の店舗の内装の仕事や流木販売を始め地元に馴染んでゆく。逢瀬島で空と碧が訪ねてきたときは、空の瞳が鈴とそっくりであったことから、直ぐに空が鈴の娘であると直感し、鈴や碧のことを覚えていたが咄嗟に覚えていないとウソをついてしまったと告白し、病気を抱える鈴がひとりで空を産むことがどれだけ心細かったことから碧から攻められ頬をビンタされるが、贖罪のため鈴の墓参りをしたいと申し出て、碧と空との3人で鈴の墓前に赴き祈りをささげたことで碧とのわだかまりを解消する。
実は20年前に鈴に復縁を迫る手紙を送っており、その手紙への鈴からの返信で復縁を拒否され、空という自分の娘を出産したことを伝えられていたことから本当は空の存在を以前から知っており、娘のことを忘れないため、毎日カメラで空の写真を撮影する生活を送っていた。
1週間だけの交際であったが碧のことをよく覚えており、そればかりか離れた後も碧の書いた小説を全て読破して意識し続けていたことから、碧に交際を申し出て、流木で沖縄のセレブホテルを内装する仕事に就くので一緒に沖縄についてきて欲しいと迫る。
「おだや」に食事に訪れ、ゴンに対して碧は自分のことが好きなので一緒に沖縄についてくるはずだと挑発したことでゴンを激怒させ殴り飛ばされ、捨てられた碧が自分の本当の娘ではない空を育てた気持ちを分かっていないだろうと責め立てられるが、「嫉妬ですか」と挑発を続けたことから頭突きを浴びせられ「町から出て行け」と言い放たれるが、なおもゴンの挑発を続けたため漱石に止められるまでゴンに殴られ続ける。しかしこの挑発行為は空と沖縄に旅行に出かけた際、空から碧とゴンが一緒になるのが一番いいと聞かされていたことから、ゴンに碧と一緒になることを自覚させるために仕掛けたものであり、また、碧や鈴を捨てた罪が軽くなるとは思わないながらも、ちゃんと自分の罪を責められるために敢えて行ったものでもあり、責め立てられたことでほっとしたためか、空からはまるで笑みを浮かべているかのように映っていた。
沖縄に旅立つ日、自分の大切な人はゴンであることに一ノ瀬がゴンを挑発したことで気付かされた碧からは一緒に沖縄には行けないと告げられるが、このすずらん町に来て碧と過ごした数日が、自分の重たいモノクロの文芸誌のような人生にカラーページが増えた収穫があり無駄ではなかったと碧に報告し、空が欲しがった逢瀬島で撮影した「空」と沖縄旅行に行った際の笑顔の空の写真が納められたアルバムをプレゼントし、碧と空との3人で公園で記念撮影をして、軽トラックで沖縄に向かって旅立って行った。
星野鈴（ほしの すず）
演 - 矢田亜希子（第7話・第9話）
空の実母。一ノ瀬の元交際相手。故人。一ノ瀬と同じ劇団に所属する女優で、交際相手の彼との間に空を儲けるが、妊娠したことが分かる前に一ノ瀬が同棲していたアパートを出て行ったまま連絡が取れなくなっており、彼にそのことを伝えられないままでいた。そんな彼女のもとに一ノ瀬を探しに碧がアパートを訪ねてきたことで顔見知りになり、碧から「運命共同体」と言われたことで女同士の友情を育む。もともと心臓が悪く体が弱かったため出産は厳しいと言われていたが空を出産し、しばらくして息を引き取る。
空を出産後、一ノ瀬から復縁を迫る手紙を受け取っていたが、大きな芝居の仕事が決まった一ノ瀬のスキャンダルとならないよう、碧が嫉妬してしまわないように復縁を拒否し、一ノ瀬の娘である空を産み、新しく好きになった人（碧）が出来たのでその人と一緒にやっていくと一ノ瀬に返信の手紙を送っていた。
すずらん商店街に拠点を移した一ノ瀬の前に幽霊として現れ、雲の上からではこの世になかなか手が届かないので碧や空を見守るようにと一ノ瀬に約束を取り付ける。

### ゲスト
第1話
松山
演 - ふせえり（第2話・第4話）
散英社の20年来の碧担当編集。
碧の連載打ち切りを回避できず、社内での力関係からこれ以上碧を守ることが難しいと限界を感じ、早期退職者の募集に手を挙げ碧の担当を漱石に引き継ぐ。散英社を離職後も碧の行く末を気に留めており、漱石から碧のことを相談された際は碧を守ってあげるようにと懇願している。
碧から漱石について質問を受けた際、盗作の漫画原作を漫画家に渡していたというマスコミの記事は誤報で、実際は海外小説を盗用した漫画家を守るために罪を被っていたことを教え、記事を鵜呑みにして漱石のことを責めた碧は自責の念にかられる。
退職後は店長としてIKEAに再就職している。
「はなカフェ」の店長
演 - 高木トモユキ（第3話・第6話）
カフェの従業員のおやつに「おだや」から鯛焼きをデリバリーする。配達した空に新商品のソイペチーノをプレゼントしている。
ライター
演 - 伊藤麻実子
碧のタワーマンションで碧を取材する。
カメラマン
演 - 島村みやこ
碧のタワーマンションでの取材で碧を撮影する。
整体師
演 - 松熊つる松
太葉堂の渉の同僚。

第2話
里中
演 - 大高洋夫（第3話・最終話）
立青学院大学のケインズゼミの講師。講義を聴かずイラストを描いていた空を注意する。学生のゼミの飲み会に参加するなど学生との関係は良好。
小田菜子
演 - 金子なな子
7年前に亡くなった俊一郎の妻。欣次の母。欣次は放浪中で母の死に目に会えていない。
「Ruby on AOYAMA」の店長
演 - 鼓太郎（第3話）
空と光が訪れるカフェの店長。ボブ・ディランを知らない光に「風に吹かれて」を歌ってみせる。

第3話
未羽の交際相手
演 - 高木勝也
未羽の彼氏候補のひとり。都内に複数のマンションを所有する資産家であったことから、未羽は彼を本命に絞り、光に別れを告げる。
豊田のおばちゃん
演 - 山下容莉枝（第4話・第5話・第7話）
すずらん商店街の蕎麦屋「更級豊田」店主の妻。ゴンに青葉を見合い相手として紹介する。
後日、見合い話がご破算となったことから、お詫びに「たつや」の羊羹を持参して現れ、神林と「おだや」の鯛焼きを大量に買って帰る。
神林のおばちゃん
演 - 松本海希（第4話・第5話・第9話・最終話）
すずらん商店街の銭湯「すずらん温泉」女性店主。豊田と共にゴンに見合い相手を紹介する。
商店街に現れた一ノ瀬と銭湯で世間話に興じ、海で流木を拾い鍛え上げられた一ノ瀬のたくましい体つきに惚れこみ、彼からの流木のセールストークにも「お父ちゃんに聞いてみようかしら」と前向きに購入を検討している。
青葉〈26〉
演 - 貴島明日香
「おだや」で働くゴンの姿に一目ぼれしたとして、豊田に相談し見合い相手としてゴンに紹介をお願いした女性。
実態は所謂「プロ彼女」で、後日、六本木タウンに住む金持ちが集まるパーティーでIT社長に見初められたことからゴンより条件のいいIT社長に乗り換える。ゴンに一目ぼれしたというのもウソで、「おだや」の資産価値を査定していた模様。
久遠悠人
演 - 赤楚衛二（第4話・最終話）
碧が大ファンの人気バンド「サイレントナイフ」のボーカル。俳優としても人気があり、映画化される碧の小説『私を忘れないでくれ』で主演することになるが、作中で亡くなってしまうほうが女性ファンからのウケが良いからと原作小説の設定を変更し、主人公と亡くなるヒロインの性別を入れ替えて、タイトルも『僕を忘れないでくれ』にすることを要求する。しかし、漱石からオリジナルの過度の改変は作品を殺すことだと訴えられ、映画主題歌用に自身の楽曲を勝手にアレンジされ、同じように作品を殺されたと感じていたことから漱石の訴えが心に刺さり、要求を撤回し脚本家を入れ替え原作通りに脚本を練り直さないと映画の主演を降りると漱石に約束する。
その後、漱石との約束が履行され悠人主演の『私を忘れないでくれ』の映画化が正式に発表されると相乗効果で原作小説が30万部増刷され、それにつられる形で過去の碧の作品も売上好調となる。

第4話
筧浩志
演 - 本多力
『僕を忘れないでくれ』の脚本家。漱石が原作の設定の改変により生じた脚本の矛盾点の辻褄を合わせるプランを提案に現れるが、実際の脚本は自分の個人事務所のスタッフに代筆させており、アイドル映画やその映画を見る客を見下したような発言をして自分に意見する漱石を邪険に扱い門前払いする。
社長
演 - 佐渡山順久
久遠悠人の所属する芸能事務所の社長。『僕を忘れないでくれ』の主題歌用に過去に悠人が作曲した楽曲を有名プロデューサー都築勝也にアレンジさせるが、苦労して作曲したオリジナルの楽曲を台無しにするアレンジだと悠人から抗議されたため、フリーターから人気歌手に育て上げた恩を持ち出し、ビジネスを理由に彼の抗議を一蹴する。
マネージャー
演 - 福澤重文　
久遠悠人のマネージャー。楽曲のアレンジで悠人と社長が揉めて一触即発の状況になったため、二人の間に入り制止しようとする。

第9話
大林かなえ
演 - 銀粉蝶（最終話）
すずらん商店街のオモチャ屋「オオバヤシ」女性店主。一ノ瀬の華麗なヨーヨーテクニックに魅了され、すっかり手なずけられてしまい、一ノ瀬にオモチャ屋の二階の空き部屋を格安で貸し与える。
蒼と空は店の常連だった。
マナ
演 - 渋谷南那
小学生の女の子。友達から仲間外れにされるが、一ノ瀬と一緒にシャボン玉を飛ばし遊んでもらう。
マナの友達
演 - 小吹奈合緒、尻引結馨
ゲーム機を持っていないので一緒に遊べないとマナを仲間外れにする。
町の悪ガキたち
演 - 拓夢、髙野光希、早瀬圭人
光の住むアパートがある地域の悪ガキ。コンビニで夕食を買った帰りの光と空に絡んで、空を突き飛ばし彼女のメガネを壊してしまう。
男性
演 - 七枝実
悪ガキに「警察を呼ぶぞ」と声をかけ、からまれていた光と空を助けてくれた。

## スタッフ
- 脚本 - 北川悦吏子[1]
- 演出 - 南雲聖一、内田秀実
- チーフプロデューサー - 加藤正俊
- プロデューサー - 小田玲奈、森雅弘、仲野尚之（AX-ON）
- 主題歌 - 家入レオ「空と青」（Victor Entertainment）[11]
  - 作詞・北川悦吏子、作曲・川上洋平［Alexandros］
- 音楽 - 得田真裕
- 劇中漫画 - 内藤マーシー
- 流木監修 - 児玉昌彦
- オタク指導 - 代々木アニメーション学院
- 鯛焼き指導 - たいやき ともえ庵
- キャンプ監修 - ヒロシ・コーポレーション
- 漫画コラボレーション - 若林稔弥『幸せカナコの殺し屋生活』（星海社）
- 制作協力 - AX-ON
- 製作著作 - 日本テレビ

## 放送日程
| 話数                                                                        | 放送日  | サブタイトル                                | ラテ欄                                                       | 演出     | 視聴率 |
| --------------------------------------------------------------------------- | ------- | ------------------------------------------- | ------------------------------------------------------------ | -------- | ------ |
| 第1話                                                                       | 1月13日 | 私たち、恋をしよう!                         | 脚本北川悦吏子×菅野美穂&浜辺美波! トモダチ母娘のラブコメディ | 南雲聖一 | 10.3%  |
| 第2話                                                                       | 1月20日 | 恋愛バトルに出陣!                           | オタ娘の恋に急展開! 母娘で恋愛バトルに出陣!                  | 南雲聖一 | 08.8%  |
| 第3話                                                                       | 1月27日 | 秘密のデート                                | オタ娘人生初デート! 母もデートでロマンス爆発                 | 内田秀実 | 08.1%  |
| 第4話                                                                       | 2月03日 | なかったことにしたいキス                    | なかったことにしたいキス! オタ娘は恋の新喜劇                 | 南雲聖一 | 08.2%  |
| 第5話                                                                       | 2月10日 | そして僕は途方に暮れる                      | ついに動き出した恋! 母と娘の知られざる秘密…                  | 内田秀実 | 08.3%  |
| 第6話                                                                       | 2月17日 | 君をなくす予感                              | 君をなくしてしまうなら 私はどんなに泣くだろう                | 南雲聖一 | 08.4%  |
| 第7話                                                                       | 2月24日 | あなたのお母さんは、 かつての私の恋敵でした | あなたのお母さんは、 かつての私の恋敵                        | 内田秀実 | 09.0%  |
| 第8話                                                                       | 3月03日 | 父に会う                                    | 実の父に会う! 運命の再会で母娘に亀裂                         | 南雲聖一 | 08.6%  |
| 第9話                                                                       | 3月10日 | 時を超える真実                              | 実の父上京で母娘の恋大荒れ 愛の告白!                         | 内田秀実 | 07.9%  |
| 最終話                                                                      | 3月17日 | 君と生きてたいよ                            | 母娘が最後に選ぶ一番大切な人は…?                             | 南雲聖一 | 09.0%  |
| 平均視聴率 8.7%（視聴率はビデオリサーチ調べ、関東地区・世帯・リアルタイム） |         |                                             |                                                              |          |        |

## その他
- ゴンちゃん役の沢村一樹は本作品の裏番組にあたるフジテレビ系バラエティー番組『突然ですが占ってもいいですか?』のレギュラー出演者であるが、本作品の放送期間中は一時降板し本作品に出演している[15]。
- 散英社の小西の腰巾着・田山を演じるお笑い芸人ソラシドの本坊元児は、日本テレビ系バラエティ番組「しゃべくり007」の中で実施された公開オーディションで合格しキャスティングされている[7]。
- 第1話で空が鯛焼きをデリバリーした「はなカフェ」からプレゼントされた新製品のソイペチーノが、「はなカフェ」のロケ地である東京・新橋の「THE CORE KITCHEN／SPACE」で「キャラメルソイペチーノ」として実際に販売された[16]。